# Bactericera calcarata
Bactericera calcarata är en insektsart som först beskrevs av Schaefer 1949.  Bactericera calcarata ingår i släktet Bactericera och familjen spetsbladloppor. Enligt den finländska rödlistan är arten sårbar i Finland. Arten är reproducerande i Sverige. Artens livsmiljö är torra gräsmarker. Inga underarter finns listade i Catalogue of Life.